# Agapetes fasciculiflora
Agapetes fasciculiflora är en ljungväxtart som beskrevs av Airy Shaw. Agapetes fasciculiflora ingår i släktet Agapetes och familjen ljungväxter. Inga underarter finns listade i Catalogue of Life.